# Diário da Misericórdia Divina em Minha Alma

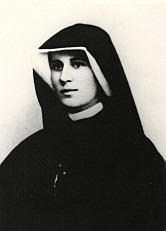
Santa Faustina Kowalska

Diário: A Divina Misericórdia em Minha Alma, conhecido popularmente como Diário de Santa Faustina, é um livro de Faustyna Kowalska, agora uma santa católica romana. O livro é baseado no conteúdo de seu diário de 1934 até sua morte, em 1938.
As páginas manuscritas do diário de Santa Faustina Kowalska foram compiladas em um único livro pelos Padres Marianos, por volta de 1981, em cerca de 700 páginas impressas e foram publicadas como o livro Diário: A Divina Misericórdia em Minha Alma. No ano de 2023, a Editora Divina Misericórdia, responsável por difundir os pensamentos da santa, renomeou o livro para Diário de Santa Faustina. O livro reflete seus pensamentos, orações, suas visões relatadas e conversas com Jesus sobre a Divina Misericórdia. A biografia do Vaticano de Kowalska cita algumas de suas conversas relatadas com Jesus em seu diário.